# Großer Preis von Monaco 1932

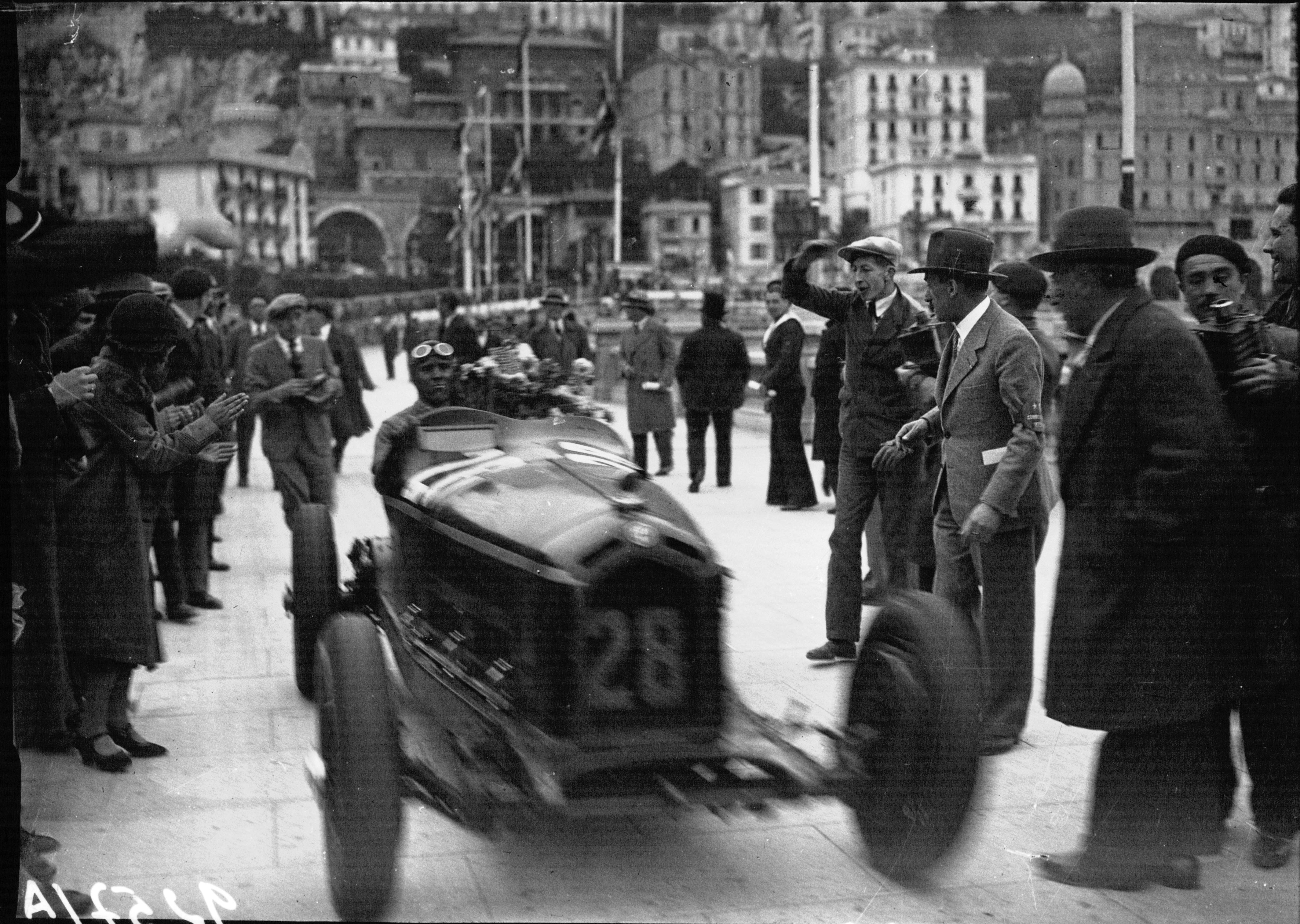
Rennsieger Tazio Nuvolari auf Alfa Romeo

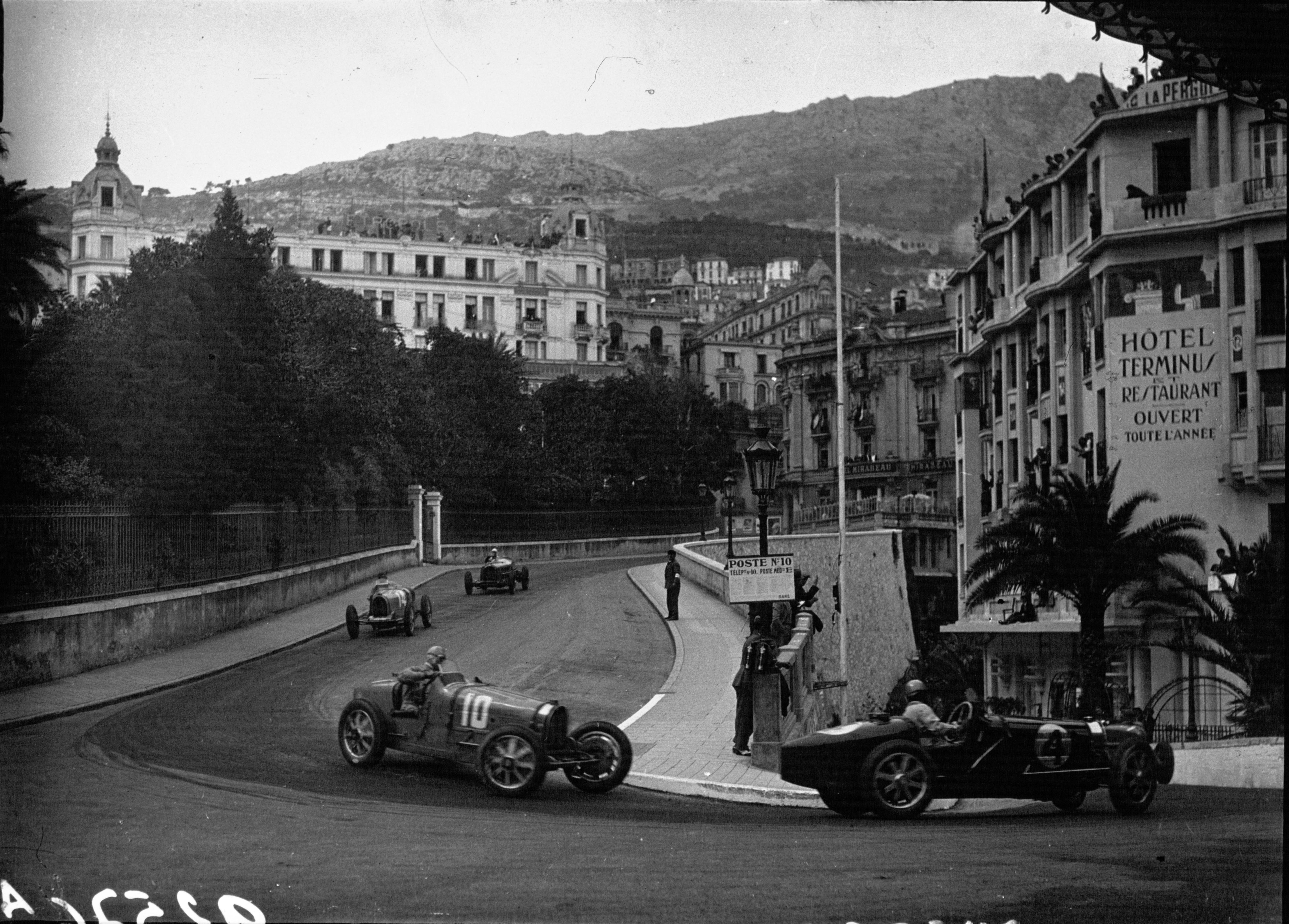
Eral Howe vor Guy Bouriat in der Station Hairpinam alten Bahnhof

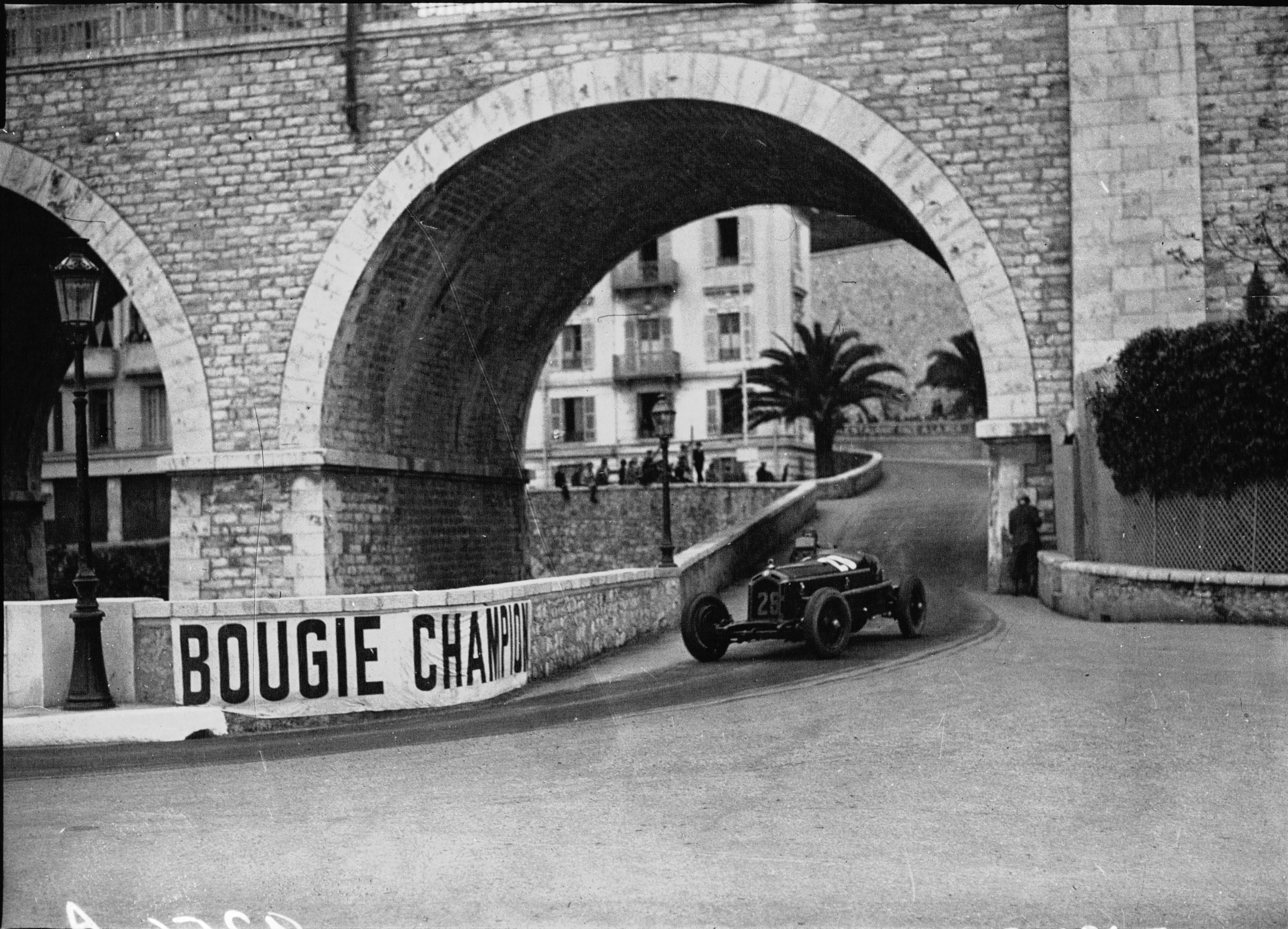
Tazio Nuvolari in der Portier-Kurve

Der IV. Große Preis von Monaco (IV Grand Prix de Monaco) fand am 17. April 1932 auf dem Circuit de Monaco in Monte Carlo statt. Das Rennen wurde ohne vorgegebene Rennformel für die Wagen über 100 Runden à 3,180 km ausgetragen, was einer Gesamtdistanz von 318,0 km entsprach. Es war damit in diesem Jahr noch kein Grande Épreuve und wurde deshalb nicht für die Grand-Prix-Europameisterschaft gewertet.
Sieger wurde Tazio Nuvolari auf einem Alfa Romeo 8C-2300 Typ „Monza“.

## Rennen
Zwar enthielt die Meldeliste des Großen Preises von Monaco von 1932 mit 19 Teilnehmern aus sieben Nationen etwas weniger Einträge und bot auch eine etwas geringere internationale Vielfalt als in den Jahren zuvor, dafür war aber erstmals die europäische Spitze ausnahmslos vertreten. Das beinhaltete nun zum ersten Mal das offizielle Werksteam von Alfa Romeo mit seinen drei Spitzenfahrern Tazio Nuvolari, Baconin Borzacchini – der seinen Vornamen erst kürzlich in den unter dem faschistischen Regime Italiens weniger verfänglichen Mario Umberto geändert hatte – und Giuseppe Campari auf drei Alfa Romeo 8C-2300 Typ „Monza“. Ein viertes Werksauto des Teams hätte eigentlich der Deutsche Rudolf Caracciola fahren sollen, aber wegen des Widerstands der drei Stammfahrer musste er sich trotz vertraglicher Bindung an das Werk mit einem nominell privat gemeldeten, in der deutschen Rennfarbe Weiß lackierten „Monza“ begnügen.
In voller Stärke erschien auch Bugatti, der mit vier seiner 1931 so erfolgreichen Bugatti Type 51 für Vorjahressieger Louis Chiron, den italienischen Superstar Achille Varzi und die beiden langjährigen Stammfahrer Albert Divo und Guy Bouriat angereist war. Außerdem hatte das Team den Prototyp des neuen Bugatti Type 53 dabei, den ersten Grand-Prix-Rennwagen mit Allradantrieb. Das Auto zeigte sich mit seinem auch im Bugatti Type 54 verwendeten 5-Liter-Reihenachtzylinder und der schweren Antriebsmechanik auf dem kurvenreichen Kurs schon im Training als praktisch unfahrbar, sodass Divo das Rennen mit seinem normalen Type 51 fuhr. Maserati brachte trotz des Tods von Firmenchef Alfieri Maserati zwei mit dem aktuellen 2,8-Liter-Motor ausgerüstete Maserati 26M für die beiden Stammfahrer Luigi Fagioli und René Dreyfus mit, dazu ein weiteres gleichartiges Modell aus dem Vorjahr mit 2,5 Liter Hubraum für Neuzugang Amedeo Ruggeri. Aufgefüllt wurde das Feld von namhaften Privatfahrern wie dem Sieger von 1929, William Grover-Williams (Bugatti 51) – wieder unter dem Pseudonym „W. Williams“ –, Philippe Étancelin (Alfa Romeo „Monza“) – immerhin Sieger des französischen Grand Prix von 1930 – Marcel Lehoux (Bugatti 51), Goffredo Zehender (Alfa Romeo „Monza“), Earl Francis Howe (Bugatti 51), dem Polen Stanisław Czaykowski und dem Chilenen Juan Zanelli auf einem hoffnungslos langsamen Nacional Pescara aus Spanien.
1932 wurde die Startaufstellung noch ausgelost und Chiron machte von seiner guten Position in der zweiten Reihe Gebrauch und setzte sich mit seinem Bugatti direkt vom Pulk etwas ab. Dahinter benötigte Nuvolari auf dem Alfa Romeo neun Runden, um sich durchs Feld nach vorn und an Lehoux und „Williams“ vorbei auf Rang zwei vorzuarbeiten. Wenig später war auch Varzi (Bugatti) dahinter auf Platz drei angelangt, während sich Chiron bereits einen Vorsprung von einer halben Minute herausgearbeitet hatte. In Runde 26 musste er jedoch mit den Überrundungen beginnen und verlor dadurch so viel Zeit, dass Nuvolari zu ihm aufschließen konnte. Hierdurch unter Druck gesetzt, versuchte der Chiron, sich in der Schikane an Czaikowski (Bugatti) vorbeizuzwängen, streifte dabei jedoch vermutlich einen der Sandsäcke, wodurch sein Auto ausgehoben wurde und sich überschlug. Nuvolari konnte dem auf der Strecke liegenden Chiron gerade noch ausweichen, der glücklicherweise keine schwereren Verletzungen davontrug.
Nun war es seinerseits an Nuvolari, sich bis zur Halbzeit des Rennens von Varzi etwas abzusetzen, der erneut Probleme mit der Hinterachse seines Bugatti bekam und schließlich aufgeben musste. Dahinter hatten sich die beiden Alfa Romeo von Caracciola und Borzacchini in Lauerstellung befunden, die nun auf die Ränge zwei und drei vorrückten, etwa 30 Sekunden hinter ihrem Markenkollegen an der Spitze. Während Borzacchini wegen nachlassender Bremsen in Runde 85 ausschied, war Caracciola kontinuierlich näher an Nuvolari herangekommen, der zunächst seinen Vorsprung zu halten schien, nach seinem hohen Tempo in der Anfangsphase aber in den letzten Runden des Rennens durch Benzinknappheit in Bedrängnis geriet. Caracciola, der im Gegensatz Nuvolari das ganze Rennen über weniger aggressiv und damit sparsamer gefahren war, hätte den mit stotterndem Motor fahrenden Nuvolari wohl am Ende noch überholen können, begnügte sich jedoch im Stil eines Gentleman – und womöglich auch mit Rücksicht auf die eigenen Karriereinteressen – darauf, direkt am Hinterrad seines Marken-, aber offiziell noch nicht Teamkollegen die Ziellinie zu überqueren. Zum Dank dafür erhielt er beim Großen Preis von Italien im Juni ein offizielles Werksauto.

## Ergebnisse

### Meldeliste
Es handelte sich um ein Einladungsrennen.
| Team                        | Nr. | Fahrer                      | Info  | Chassis          | Motor                         | Reifen |
| --------------------------- | --- | --------------------------- | ----- | ---------------- | ----------------------------- | ------ |
| Rudolf Caracciola           | 02  | Rudolf Caracciola           |       | Alfa Romeo Monza | Alfa Romeo 2.3L I8 Kompressor |        |
| Earl Howe                   | 04  | Earl Howe                   |       | Bugatti T51      | Bugatti 2.3L I8 Kompressor    | D      |
| Clifton Penn-Hughes         | 06  | Clifton Penn-Hughes         | DNS a | Bugatti T35B     | Bugatti 2.3L I8 Kompressor    | D      |
| Juan Zanelli                | 08  | Juan Zanelli                | DNS b | Nacional Pescara | Nacional Pescara 3.0L I6      |        |
| Automobiles Ettore Bugatti  | 10  | Guy Bouriat                 |       | Bugatti T51      | Bugatti 2.3L I8 Kompressor    | M      |
| Automobiles Ettore Bugatti  | 12  | Louis Chiron                |       | Bugatti T51      | Bugatti 2.3L I8 Kompressor    | M      |
| Automobiles Ettore Bugatti  | 14  | Albert Divo                 |       | Bugatti T51      | Bugatti 2.3L I8 Kompressor    | M      |
| Automobiles Ettore Bugatti  | 16  | Achille Varzi               |       | Bugatti T51      | Bugatti 2.3L I8 Kompressor    | M      |
| Automobiles Ettore Bugatti  | 14  | Albert Divo                 | DNS c | Bugatti T53      | Bugatti 5.0L I8 Kompressor    | M      |
| Stanisław Czaykowski        | 18  | Stanisław Czaykowski        |       | Bugatti T51      | Bugatti 2.3L I8 Kompressor    |        |
| Marcel Lehoux               | 20  | Marcel Lehoux               |       | Bugatti T51      | Bugatti 2.3L I8 Kompressor    |        |
| William Grover-Williams     | 22  | William Grover-Williams     |       | Bugatti T51      | Bugatti 2.3L I8 Kompressor    | D      |
| SA Alfa Romeo               | 24  | Mario Umberto Borzacchini   |       | Alfa Romeo Monza | Alfa Romeo 2.3L I8 Kompressor | P      |
| SA Alfa Romeo               | 26  | Giuseppe Campari            |       | Alfa Romeo Monza | Alfa Romeo 2.3L I8 Kompressor | P      |
| SA Alfa Romeo               | 28  | Tazio Nuvolari              |       | Alfa Romeo Monza | Alfa Romeo 2.3L I8 Kompressor | P      |
| SA Alfa Romeo               |     | Pietro Ghersi               | DNA   | Alfa Romeo Monza | Alfa Romeo 2.3L I8 Kompressor | P      |
| Philippe Étancelin          | 30  | Philippe Étancelin          |       | Alfa Romeo Monza | Alfa Romeo 2.3L I8 Kompressor |        |
| Goffredo Zehender           | 32  | Goffredo Zehender           |       | Alfa Romeo Monza | Alfa Romeo 2.3L I8 Kompressor |        |
| Officine Alfieri Maserati   | 34  | René Dreyfus                |       | Maserati 8C-2800 | Maserati 2.8L I8 Kompressor   | P      |
| Officine Alfieri Maserati   | 36  | Luigi Fagioli               |       | Maserati 8C-2800 | Maserati 2.8L I8 Kompressor   | P      |
| Officine Alfieri Maserati   | 38  | Amedeo Ruggeri              |       | Maserati 26M     | Maserati 2.5L I8 Kompressor   | P      |
| Heinrich-Joachim von Morgen |     | Heinrich-Joachim von Morgen | DNA d | Bugatti T54      | Bugatti 5.0L I8 Kompressor    |        |

### Startaufstellung
Obwohl die Trainingssitzungen gezeitet wurden, wurden die Startpositionen weiterhin ausgelost.
| Ruggeri 2:08 min    | Étancelin 2:06 min   | Williams 2:07 min |
|                     |                      |                   |
| Czaykowski 2:11 min | Campari 2:05 min     | Chiron 2:04 min   |
|                     |                      |                   |
| Dreyfus 2:06 min    | Borzacchini 2:05 min | Lehoux 2:07 min   |
|                     |                      |                   |
| - a                 | Nuvolari 2:07 min    | Bouriat 2:09 min  |
|                     |                      |                   |
| Howe 2:10 min       | Caracciola 2:07 min  | Varzi 2:06 min    |
|                     |                      |                   |
| Fagioli 2:06 min    | Zehender 2:07 min    | Divo 2:11 min     |

### Rennergebnis
| Pos. | Fahrer                  | Konstrukteur | Runden | Stopps | Zeit        | Start | Schnellste Runde | Ausfallgrund                            |
| ---- | ----------------------- | ------------ | ------ | ------ | ----------- | ----- | ---------------- | --------------------------------------- |
| 01   | Tazio Nuvolari          | Alfa Romeo   | 100    | 1      | 3:32:25,200 | 11    |                  |                                         |
| 02   | Rudolf Caracciola       | Alfa Romeo   | 100    | 1      | + 2,800     | 13    |                  |                                         |
| 03   | Luigi Fagioli           | Maserati     | 100    | 1      | + 2:17,800  | 17    |                  |                                         |
| 04   | Earl Howe               | Bugatti      | 98     | 1      | + 2 Runden  | 14    |                  |                                         |
| 05   | Goffredo Zehender       | Alfa Romeo   | 96     | 1      | + 4 Runden  | 16    |                  |                                         |
| 06   | Marcel Lehoux           | Bugatti      | 95     | 1      | + 5 Runden  | 7     |                  |                                         |
| 07   | William Grover-Williams | Bugatti      | 95     | 1      | + 5 Runden  | 1     |                  |                                         |
| 08   | Guy Bouriat             | Bugatti      | 93     | 1      | + 7 Runden  | 10    |                  |                                         |
| 09   | Albert Divo             | Bugatti      | 91     | 1      | + 9 Runden  | 15    |                  |                                         |
| 10   | Giuseppe Campari        | Alfa Romeo   | 86     |        | + 14 Runden | 5     |                  |                                         |
| —    | Baconin Borzacchini     | Alfa Romeo   | 85     |        | DNF         | 8     |                  | Bremsdefekt                             |
| —    | René Dreyfus            | Bugatti      | 57     |        | DNF         | 9     |                  | Rad verloren nach Antriebswellenschaden |
| —    | Achille Varzi           | Bugatti      | 56     |        | DNF         | 12    | 2:02,000         | Achsbruch                               |
| —    | Philippe Étancelin      | Alfa Romeo   | 49     |        | DNF         | 2     |                  | Getriebeschaden                         |
| —    | Stanisław Czaykowski    | Bugatti      | 49     |        | DNF         | 6     |                  | Getriebeschaden                         |
| —    | Louis Chiron            | Bugatti      | 29     |        | DNF         | 4     |                  | Unfall                                  |
| —    | Amedeo Ruggeri          | Maserati     | 12     |        | DNF         | 3     |                  | Kompressorschaden                       |